# Portrait de l'homme au bonnet rouge
Le Portrait de l'homme au bonnet rouge est un tableau du peintre primitif flamand Hans Memling, réalisé vers 1465-1470. Il se trouve au Städel (l'Institut d’art Städel et galerie municipale) de  Francfort-sur-le-Main. C'est un de ses portraits les plus célèbres.

## Description
Il s'agit d'un portrait autonome, celui d'un homme d'âge moyen représenté en buste et de trois quarts vers la gauche. Il porte un pourpoint noir à col étroit sous une veste noire doublée de fourrure brune. Le haut bonnet rouge laisse échapper des cheveux bruns. Les mains, dont la gauche porte une bague, reposent sur une tablette fictive, qui devait coïncider avec le cadre d'origine, aujourd'hui perdu. Le buste est peint devant le cadre, donnant l'illusion d'un personnage qui sort du cadre et du paysage. L'illusion est renforcée par le fait que le bonnet déborde lui aussi du cadre. On retrouve le même motif et la même illusion dans le Portrait d'un (catalogue Faggin no 110) ou dans les portraits Portinari (catalogue Faggin no 87-88).
Le cadrage choisi par Memling et qu'il adoptera souvent dans la suite fait que l'on ne voit pas le buste entier de l'homme : les bras sont coupés des deux côtés par le bord du tableau, ce qui confère au tableau un aspect monumental. Il perpétue ainsi la tradition de Jan van Eyck et de Rogier van der Weyden, reprise par Petrus Christus.
La nouveauté de ce portrait réside d'une part dans le paysage, qui couvre tout l'arrière-plan du tableau, et d'autre part dans le fait que le modèle est placé devant un encadrement de pierre en trompe-l'œil. L'association du cadre et du paysage peut être comprise comme un développement logique du « portrait avec vue par une fenêtre » introduit par Dirk Bouts en 1462. Ici, le cadre est à la fois une sorte de chambranle de fenêtre et un cadre en trompe-l'œil.

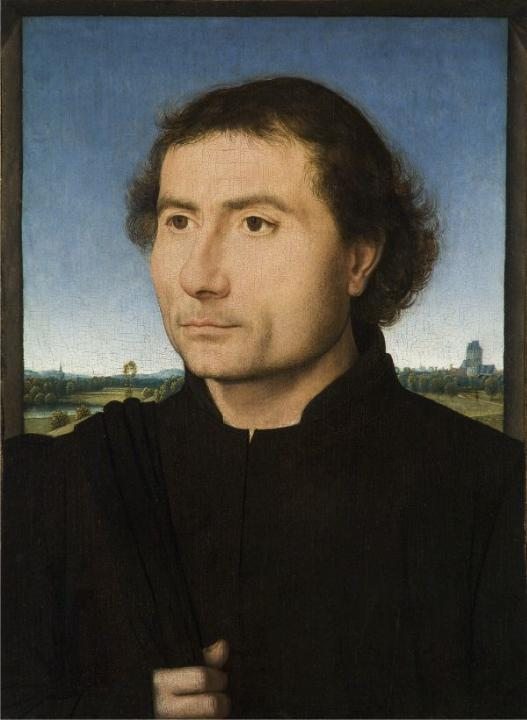
Portrait d'un homme, Frick Collection

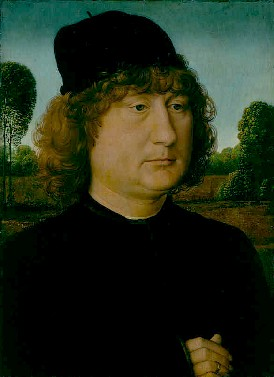
Portrait d'un homme devant un paysage, Musées royaux des beaux-arts de Belgique

On a observé que, dans l'esquisse sous-jacente qui définit sommairement les contours du tableau, le cadre de pierre était plus large et le bonnet plus étroit. Pendant l'exécution, le cadre a été rétrécit au profit du paysange et le bonnet élargi.
Il y a des similitudes entre ce tableau et le Portrait d'un homme de la Frick Collection et les portraits de Tommaso Portinari et de son épouse Maria Baroncelli. Dans le premier, il y a également un cadre séparant le paysage du personnage qui déborde du tableau. Là aussi, le cadre a été rétréci et est devenu très mince. Le cadre en trompe-l'œil se trouve aussi dans le portrait du couple Portinari. Dans le portrait présent, le paysage est encore constellé de bâtiments peint avec une précision telle que le clocher de l'église, sur le côté gauche, semple entouré d'un échafaudage, indiquant une réfection Dans d'autres portraits exécutés peut-être un peu plus tard, comme le « portrait de Bruxelles » Portrait d'un homme devant un paysage, le portraituré est placé sans transition dans un paysage, et ce paysage est au contraire champêtre et arboré.

## Historique
Acquis par le marchand d'art Lambert Jean  Nieuwenhuys le 28 avril 1823 et revendu au prince Guillaume d'Orange ; acquis par le Städel à La Haye en 1850, à la vente de la collection de Guillaume II d'Orange le 12 août.

## Datation
Se basant sur la forme du haut bonnet - qui était à la mode en 1465 mais plus du tout en 1475 - Baldass, cité par Faggin estime qu'il date du début des années 1470.
L'examen  dendrochronologique a donné 1457 comme année probable d'abattage de l'arbre, de sorte qu'une exécution vers 1465 ou après - étayée par des arguments stylistiques - semble plausible.